# تحويل النفايات إلى طاقة

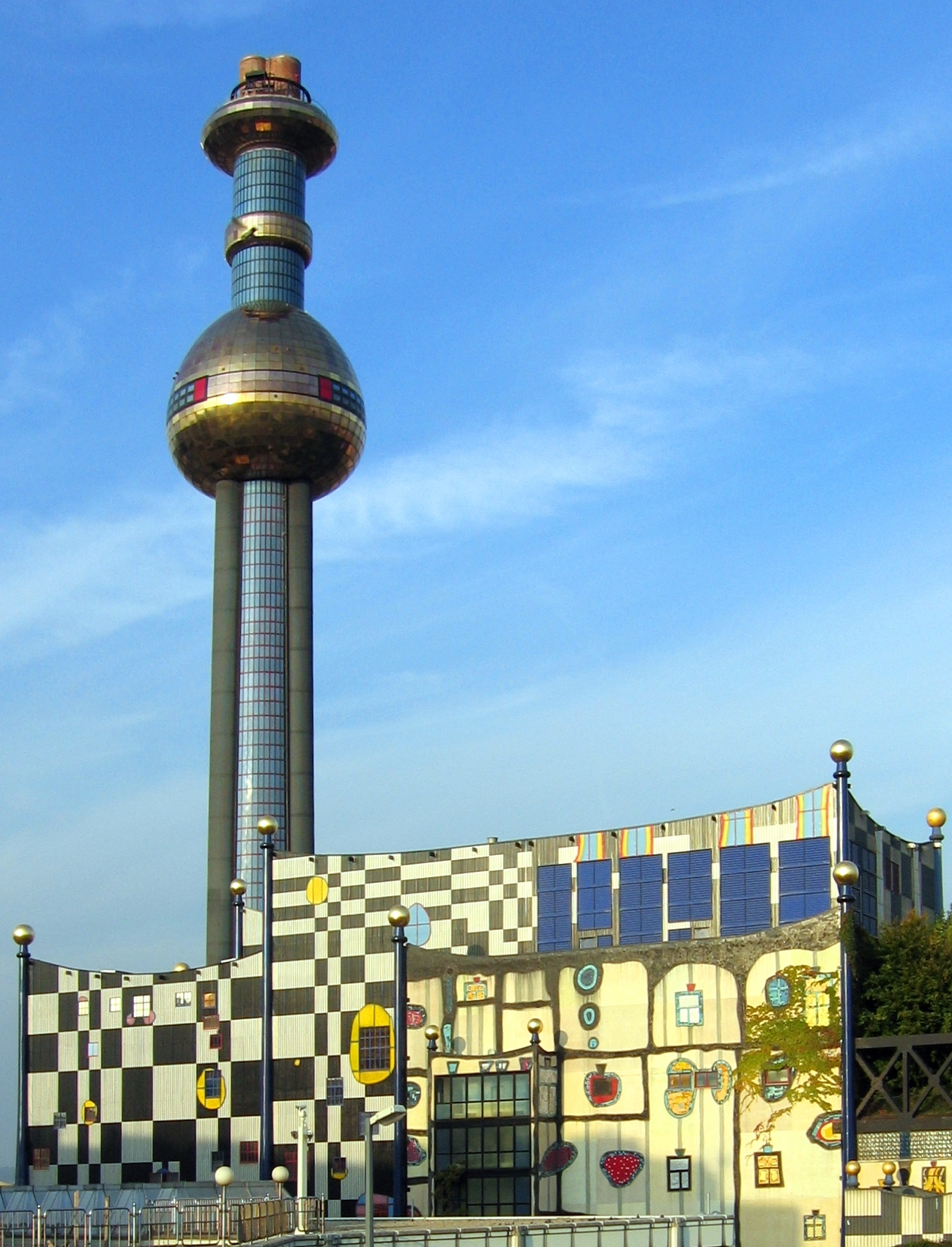
محرقة سبلاتو واحدة من عدة مصانع تقوم بتوفير التدفئة في فيينا.

تحويل النفايات إلى طاقة (WtE) أو توليد الطاقة من النفايات (EfW) هي أي معالجة للنفايات لتوليد الطاقة في أي شكل لها - غالبا طاقة كهربائية أو طاقة حرارية.
لقد وُضعت خطط على مستوى واسع لفصل القمامة وتدويرها أو تحويلها إلى سماد في معظم المدن الأوربية، أما في المستقبل فإن نصف القمامة سيُحرق أو يُحّول إلى وقود سائل أو وقود غازي. إن استخلاص الطاقة من القمامة الصلبة هو خيار مشجع للمدن الكبيرة، وذلك لقلة المساحات المخصصة للردم والكلفة العالية لنقل القمامة.
لقد جربت تكنولوجيا حرق النفايات الصلبة وفحصت في كل من أوروبا واليابان، وكما جهزت شبكات واسعة لجمع القمامة ونقلها في معظم المدن الكبيرة لضمان تغذية مستمرة لمحارق الفضلات إذ يوجد حوالي 350 محرقة تعمل باستمرار في الوقت الحاضر في مختلف أنحاء العالم. أما في سويسرا واليابان فإن 8% من النفايات الصلبة تعامل بهذه الطريقة. وهنالك عدد من الدول الصناعية تعتبر حرق الفضلات إحدى الخطوات المهمة في إعادة الحرارة. كما أن الحرارة الناتجة عن الحرق تستخدم في التدفئة وتوليد الطاقة الكهربائية. أمَّا الرماد فيمكن أن يُستخدم في التشييد والبناء. وتتم مراقبة انبعاث الغبار، والحوامض، والمعادن، والمواد العضوية من المحارق القديمة والحديثة مراقبة جيّدة في معظم مدن العالم الكبيرة.
إن حرق النفايات الصلبة في عدة مناطق بريطانية يُستغل لغرض إنتاج طاقة حرارية لأبنية متعددة الطوابق وبعض الأبنية العامة بما في ذلك المخازن التي يمتلكها أناس عاديون.

## الحرق
يُعد الحرق، وهو احتراق المواد العضوية في عملية مثل حرق النفايات مع استرداد الطاقة المنبعثة، من أكثر تطبيقات عملية تحويل النفايات إلى طاقة شيوعًا. يجب أن تحقق جميع المصانع الجديدة التابعة لمنظمة التعاون الاقتصادي والتنمية، والتي تحول النفايات إلى طاقة عبر حرق النفايات }النفايات الصلبة المنزلية المتبقية أو التجارية أو الصناعية أو إطار توصيف الموارد (RDF){، معايير الانبعاثات الصارمة، بما في ذلك تلك التي تتضمن نسب أكاسيد النيتروجين (NOx)، وثاني أكسيد الكبريت (SO2)، والمعادن الثقيلة والديوكسينات. تختلف بالتالي محطات الحرق الحديثة اختلافًا كبيرًا عن الأنواع القديمة منها، إذ لا يسترجع بعضها الطاقة المنبعثة أو المواد المستهلكة. تعمل المحارق الحديثة على تقليل حجم النفايات الأصلية بنسبة (95-96) %، اعتمادًا على التركيب ودرجة استرداد المواد، مثل استرداد المعادن من الرماد بهدف إعادة تدويرها.
قد تنبعث من المحارق جسيمات معلقة ومعادن ثقيلة متبوعةً بالديوكسين والغاز الحمضي، وذلك على الرغم من انخفاض كمية الانبعاثات المُنطلقة من المحارق الحديثة نسبيًا. تشمل الاهتمامات الأخرى لهذه الطرق الإدارة السليمة للمخلفات: الرماد المتطاير السام، الذي يجب معالجته في منشآت التخلص من النفايات الخطرة، وكذلك رماد قاع المحارق (IBA)، الذي يجب إعادة استخدامه بشكل صحيح.
يرى بعض النقاد أن المحارق تدمر موارد قيمة، وتقلل من تحفيز عملية إعادة التدوير. ومع ذلك، فإن السؤال يبقى مفتوحًا، إذ أن الدول الأوروبية التي تقوم بعملية إعادة التدوير (والتي تصل إلى أكثر من 70 %)، تقوم بعملية الحرق أيضًا لتجنب استخدام مدافن النفايات.
تمتلك المحارق كفاءة كهربائية تتراوح بين (14 - 28 %). يمكن استخدامها في التدفئة المناطقية (التوليد المشترك) على سبيل المثال، لتجنب فقدان ما تبقى من الطاقة المنبعثة. تبلغ الكفاءة الإجمالية لمحارق التوليد المشترك للطاقة أكثر من 80 % عادةً (استنادًا إلى انخفاض قيمة حرارة احتراق النفايات).
تُعد طريقة الحرق لتحويل النفايات الصلبة البلدية (MSW) طريقةً قديمة نسبيًا لتحويلها إلى طاقة. ينطوي الحرق عمومًا على حرق النفايات }النفايات الصلبة المنزلية المتبقية، والصناعية، والتجارية، وإطار توصيف الموارد (RDF){، من أجل غلي الماء، الذي يعمل على تشغيل مولدات البخار التي تولد الطاقة الكهربائية والحرارة، لاستخدامها في المنازل والشركات والمؤسسات والصناعات. وتتمثل إحدى المشكلات المرتبطة بذلك في إمكانية تلوث الغلاف الجوي عبر انبعاث غازات المداخن من مرجل الاحتراق. أُبلغ في ثمانينيات القرن العشرين عن دور الملوثات الحمضية في تدهور البيئة، وذلك عن طريق تحويلها الأمطار إلى أمطار حمضية. تشتمل المحارق الحديثة على غرف احتراق أولية وثانوية مصممة بعناية، ومتحكمات احتراق مصممة لتشكل عملية احتراق كامل بأقل انبعاثات ممكنة.

## الغبار
الترميد، وهو حرق المواد العضوية كالنفايات مع استرجاع الطاقة، ويعتبر التطبيق الأكثر شيوعا لتوليد الطاقة من النفاية. كل مصانع التوليد الجديدة في دول منظمة التعاون والتنمية الاقتصادية OECD، يجب أن تطابق معايير انبعاثات صارمة، تتضمن المعايير المطبقة على أكسيد النيتروجين (ثنائي أكسيد النيتروجين)، وثاني أكسيد الكبريت (SO2)، والمعادن الثقيلة والديوكسين. لذلك، فإن مصانع الترميد الحديثة تختلف بشكل كبير عن القديمة منها، حيث أن بعضها لا يسترجع الطاقة ولا المواد. المحارق الحديثة تقلل حجم النفايات الأصلي على نحو 95 إلى 96 بالمئة، على حسب المزيج ودرجة الاستعادة للموادكالمعادن من الرماد لإعادة تدويره.
هناك اعتباراتٌ تخص تشغيل المحارق وتتضمن الدقائق الناعمة، والمعادن الثقيلة، وتتبُّع الديوكسين وانبعاثات الغازات الحمضية، حتى لو كانت هذه الانبعاثات مُنخفضةً نسبيًا في المحارق الحديثة. وهناك اعتباراتٌ أخرى تتضمن إدارة الرماد المتطاير السام والرماد المُتبقي في قعر المحرقة. تتطرق المُناقشاتُ الخاصة بالتعامل مع مصادر النفايات إلي الرأي القائل بأن المحارق، تدمر مصادر قيِّمة، وهنا يكونُ الخوفُ من أنهم ربما يُثّبطون - بهكذا طريقةٍ - الحوافز لتقليل النفايات وإعادة تدويرها. تلك المحارق تمتلك كفاءة كهربائية في حدود 14 إلى 28 بالمئة. بقية الطاقة يمكن أن يُستفاد منها في تسخين المقاطعة على سبيل المثال، لكن من ناحية أخرى تفقد كحرارة مضيَّعة.
طريقة استخدام الترميد لتحويل النفايات المحلية الصلبة إلى طاقة هي طريقة إنتاج قديمة نسبيا. الترميد عموما يتضمن حرق الوقود الصلب المستعاد لتسخين الماء حتى الغليان والذي يشغل مولدا بخاريا يقوم بتوليد الطاقة الكهربائية لتستخدم في المنازل والتجارة. مُشكلةٌ واحدةٌ ترتبط بالنفايات المحلية الصلبة بعد تحويلها إلي رمادٍ، بُغية الحصول على طاقة كهربية، ألا وهي كمية المُلوّثات التي تنبعثُ إلى الهواء من خلال مدخنة المُسخّن، هذه المُلوّثات من المُمكن ان تكون حمضيةً. وفي ثمانينات القرن العشرين، أُفيد بأنها تُحدث ضررًا بيئيًا جسيمًا بتحويل الأمطار الطبيعية إلى أمطار حمضية. منذ ذلك الحين، جابهت الصناعةُ هذه المُشكلة عبر استعمال مجاريف كلسية ومراسب الكتروستاتية على المداخن. هذا الحجر المعدني الكلسي المُستخدم في هذه المجاريف، تتراوح قيمةُ الأس الهيدروجيني له حول العدد 8، ما يعني أنه قاعدي. عبر تمرير الدخان من خلال المجاريف الكلسية، يتعادل أي حمضٍ ربما يكونُ موجودًا في الدخان، وهو الأمر الذي يحول دون وصول هذا الحمض إلى الهواء وتلويث البيئة. طبقًا لما ذكرته صفيحة نيوريورك تايمز الأمريكية، فإن مصانع الترميد الحديثة نظيفةٌ جدًا لدرجة أن «مادة الديوكسين السامة، باتت تخرج من مدافئ المنازل ومن حفلات الشواء في الأفنية، بنسبةٍ أكبر عدة مرات من تلك تنتج عن المداخن في تلك المصانع».

## تقنيات أخرى لتحويل النفايات إلى طاقة غير الترميد
هناك عددٌ كبيرٌ ومُتنوع من التقنيات الجديدة القادرة على إنتاج الطاقة والوقود من المُخلفات دونما حاجة لاحراق النفايات بشكلٍ مُباشر. العديد من هذه التقنيات لديه القدرة على إنتاج طاقة كهربية أكبر من تلك التي تنتج عن نفس الكمية من الوقود من خلال الحرق المُباشر. ويرجعُ السببُ الأساسُ في ذلك إلي انفصال المُكوّنات المُتآكلة (الرماد) عن الوقود المُحوَّل، مما يؤدي إلى درجات حرارة أعلى تنتج عن الحرق، فيما يلى على سبيل المثال: الغلايات أو المراجل، والمُولّدات التي تعمل بالغاز، ومُحرّكات الحرق الداخلي، وخلايا الوقود. بعضُ هذه الأجهزة قادرٌ على تحويل الطاقة إلى وقود سائل أو غازي بُمنتهي الكفاءة المُمكنة:
- التقنيات الحرارية:

التغويز (وهي طريقة لانتاج غاز قابل للإحتراق، وهيدروجين، ووقود اصطناعي)، وازالة البلمرة حراريا (وهي عملية إنتاج نفط خام اصطناعيًا، يُمكن تكريره لاحقًا)، والانحلال الحراري (وهي عملية إنتاج نفط حيوي أو به قار، إلي جانب إنتاج الفحم)، ثم التغويز باستخدام قوس البلازما أو ما يُطلق عليها عملية التغويز باستعمال تقنيات البلازما المعروفة اختصارًا ب (PGP)، وهي عملية (لانتاج الغاز الاصطناعي السميك والذي يشتمل على الهيدروجين وأول أكسيد الكربون، والذي يُمكن استعماله في خلايا الطاقة، أو توليد الكهرباء اللازمة لتشغيل قوس البلازما، ويُستخدم لها السليكات المُزججة وسبائك المعدن والملح والكبريت)
- التقنيات غير الحرارية:

هضم لاهوائي (غاز عضوي غني بالميثان)، والتخمير (مثل الإيثانول، وحمض اللاكتيك، والهيدروجين)، والمعالجة الميكانيكية الحيوية (MBT)، المعالجة الميكانيكية الحيوية + الهضم اللاهوائي، والمعالجة الميكانيكية الحيوية MBT للوقود المشتق من القمامة.

## التطورات العالمية في توليد الطاقة من النفايات
خلال الفترة الممتدة من 2001 إلى 2007، ازدادت كمية الطاقة المولدة من النفايات بحوالي أربعة ملايين طن لكل سنة. قامت اليابان والصين ببناء عدة مصانع تعتمد على الصهر المباشر أو على حرق النفايات الصلبة في قاع مُميَّع. يوجد في الصين قرابة الخمسين مصنعا لتوليد الطاقة من النفايات. تُعدُ اليابان هي أكبرُ مُستخدمٍ لعلمية المُعالجة الحرارية للنفايات الصلبة المحلية بحجمٍ يُقدر ب40 مليون طن. بعضُ المصانع المُزوَدة بأحدث التقنيات، تستخدمُ تقنية التوقيد، فيما يستخدمُ البعض الآخر التقنية المُتقدمة للتخصيب الأكسيجيني. هناك أيضًا أكثرُ من مائة مصنعٍ للمُعالجة الحرارية، يستخدمون عملياتٍ جديدة] وغيرُ مألوفةٍ في هذا الصدد، من مثل الصهر المُباشر، أو عملية التسييل المعروفة باسم ابارا، أو عملية التغويز الاختياري الحراري، وعملية الانصهار. في مدينة (باتراس) في اليونان، انتهت لتوها شركةٌ يونانيةٌ من اختبار نظام أظهر كفاءةً كبيرة في هذه الصدد. هذا النظام يوّلد 25 كيلو وات من الكهرباء، و25 كيلو وات من الحرارة باستعمال المياه العادمة. في الهند، طُوِّر أول مركز للعلوم الحيوية لتقليل إنتاج الدولة للغازات المُسببة للإحتباس الحراري وكذلك تقليل الاعتمادية على الوقود الأحفوري.
افتتحت مُؤسسة طاقة الوقود الحيوي بدنفر مصنعي وقود حيوي في نهر وود، NE، وفيرمونت، MN، في يوليو عام 2008. تستخدم هذه المصانع التقطير لإنتاج الإيثانول المستخدم في السيارات وفي محركات أخرى. ينقل حاليا أن كلا المصنعين يعملان بقدرة تفوق 90 بالمئة. شركة «فولكروم بيوإنرجي» الأميركية المُتحدة، والتي تقع في (بلاسنتون) في ولاية كاليفورنيا، تعمل حاليًا على إنشاء مصنعٍ لانتاج الطاقة من النفايات بالقرب من مدينة (رينو) في ولاية نيفادا. من المُزمع أن يُفتتح المصنع مطلع العام 2010م، تحت اسم مصنع (سييرا) لانتاج الوقود الحيوي. تتوقع شركة «فولكروم بيوإنرجي» الأميركية المُتحدة، أن المصنع سينتج ما يقرب من 10.5 مليون جالون في العام (أي ما يُعادل 40 مليون ليتر) من غاز الإيثانول، من 90.000 طنٍ من النفايات الصلبة المحلية.
تشتملُ تقنية تحويل النفايات إلي طاقةٍ، على تكنولوجيا التخمير، والتي يُمكنها أخذ الكتلة الحيوية لانتاج الميثانول، باستعمال نفاياتٍ سليلوزية أو موادٍ عضوية. في عملية التخمير تلك، يتمُ تحويل السكر الموجود في النفايات إلى ثاني أكسيد الكربون وكحول، في نفس العملية العامة التي تُستخدم لصناعة النبيذ. في الغالب تتمُ عملية التخمير في غياب الهواء. يُمكن أيضًا أداء عملية الأسترة باستخدام تقنيات تحويل النفايات إلى طاقة، ويكون الناتجُ عن هذه العملية هو الديزل الحيوي. ستعتمد تكلفة عملية الأسترة على المواد الخام المُستعملة في العملية، وبالطبع أيضًا كل العوامل الأخرى ذات الصلة، من مثل مسافة النقل وكمية الوقود الموجودة في المادة الخام وما إلى ذلك. الآن، يُمكن أن تحقق عمليتا (التغويز) و (الانحلال الحراري) كفاءةً كبيرة في التحويل الحراري (وقود إلى غاز) قد تصل إلى 75%، مع ذلك فإن الحرق التام يظل ذا قيمةٍ أعلى، إذا ما كان الحديث يدور حول كفاءة تحويل الوقود. بعض عمليات الانحلال الحراري تحتاج إلى مصدر حرارة خارجي، والذي يمكن أن يزود بواسطة عملية التغويز، مما يجعل العملية المشتركة ذاتية البقاءِ.

## انبعاثات ثاني اكسيد الكربون
في تقنيات توليد الطاقة من النفايات WtE، تقريبا كل محتوى الكربون الموجود في النفايات يطلق على شكل ثاني اكسيد الكربون (CO2) إلى الغلاف الجوي (عندما نأخذ في الاعتبار الاحتراق النهائي لنواتج كل من الانحلال الحراري والتغويز؛ ما عدا إنتاج الفحم الحيوي للأسمد). النفايات البلدية الصلبة (MSW) تحتوي تقريبا على نفس نسبة الكربون كثاني اكسيد الكربون تحديدا (27%)، لذلك فإن معالجة طن متري واحد (أو ما يعادل 1.1 طن قصير) من النفايات البلدية الصلبة ينتج قرابة الطن (1.1 طن قصير) من ثاني اكسيد الكربون.
عندما يتم دفن النفايات، طن متري واحد من النفايات البلدية الصلبة ينتج قرابة ال 62 متر مكعب (2200 قدم مكعب) من الميثان عبر التعفن اللاهوائي للأجزاء القابلة للتحلل من النفايات. هذه الكمية من الميثان لها ضعف القدرة على الاحتباس الحراري قياسا إلى طن واحد من ثاني اكسيد الكربون، والذي قد ينتج عن الاحتراق. في بعض الدول، تُجمع كمياتٌ كبيرةٌ من الغازات الناتجة عن عملية دفن النفايات، لكن يظل انبعاثُ تلك الغازات في الغلاف الجوي، والمُسببة للإحتباس الحراري، كما على سبيل في الولايات المُتحدة الأمريكية عام 1999م، ما يقربُ من 32% أعلى من كمية ثاني أكسيد الكربون، التي من المُمكن انبعاثها نتيجة عملية الحرق.
يُضافُ إلى هذا، تقريبًا كلُ النفايات القابلة للتحلل، والموجودة في الكتل الحيوية. وهذا لأن أصلها حيوي. تكوّنت هذه المادة بواسطة النباتات التي تمتص غاز ثاني أكسيد الكربون من الغلاف الجوي بشكلٍ طبيعي، إبّان الموسم الزراعي الأخير. لو أن هذه النباتات عاودت النمو، مُمتصةً أثناء نموها غاز ثاني أكسيد الكربون الناتج عن عملية الحرق، فإن ذلك سيؤدي إلى سحب ثاني أكسيد الكربون مرةً أخرى.
مثل هذه الاعتبارات، هي السببُ الرئيس، الذي يدفع دولاً عديدة، لإدارة عملية تحويل النفايات إلى طاقة، في جزئها الخاص بالكتل الحيوية، باعتبارها مصدرًا لطاقة مُتجددة. أما بقية المواد - وتحديدً المواد البلاستيكية ومُشتقات البترول والغاز - فتُعامل أساسًا على أنها غير مُتجددة.

## تحديد نسبة الكتلة الحيوية
هناك العديد من الطرق المُطوّرة بواسطة مجموعة العمل رقم 343 التابعة للمُنظمة الأوروبية للتوحيد القياسي، لتحديد نسبة الكتلة الحيوية في وقود النفايات، كطريقة الوقود المُشتق من القمامة، أو الوقود الصلب المُسترجع. كان أول طريقتين وضعتهما المنظمة طبقًا للمعيار (CEN/TS 15440) هما طريقة الفرز اليدوية، وطريقة الفصل الاختياري. نُشرت مؤخرًا مُقارنة مُمنهجة ومُفصلة بين تلك الطريقتين. ولأن كلتا الطريقتين تُعانيان من بعض جوانب القصور في تحديد نسبة الكتلة الحيوية على وجه الدقة، فقد تم تطوير طريقتان بديلتان.
الطريقةُ الأولى تقوم على مبدأ التأريخ بالإشعاع الكربوني. لذا فقد نُشر تقريرٌ فنيٌ تحت معيار (CEN/TR 15591:2007) للمُظمة الأوروبية للتوحيد القياسي عام 2007م، لرسم الخطوط التوضيحية لاستخدام طريقة التأريخ بالكربون الذري ذى العدد الذري 14. ستقومُ المُنظمةُ الأوروبية للتوحيد المعياري بوضع معيار تقني لطريقة التأريخ باستخدام الكربون الذري تحت رقم (CEN/TS 15747:2008) في العام 2008م. في الولايات المُتحدة، يُوجد بالفعل طريقةُ مُشابهة لطريقة الكربون 14، تم وضعها تحت المعيار رقم D6866 من قبل الجمعية الأمريكية لاختبار المواد.
الطريقة الثانية (المُسماة بطريقة التوازن) تُوّظف البيانات المُتوفرة عن مُكوّنات المواد وتُوفر الظروف المُواتية لتحويل النفايات إلى طاقة، وتحسب النتائج الأقرب للحدوث، اعتمادًا على نموذج احصائي رياضي. حاليًا تُطبق طريقة التوازن تلك في ثلاث محارق نمساوية.
وبعقد مُقارنة بين الطريقتين في ثلاث محارق تعمل بشكل كامل في سويسرا، ظهر أن كلا النتيجتين جاءتا بنفس النتائج.
طريقة التأريخ باستخدام الكربون الذري 14، يُمكنها بمُنتهى الدقة تحديد نسبة الكتلة الحيوية في النفايات، ويُمكنها أيضًا تحديد قيمة السعرات الحرارية في الكتلة الحيوية. يُعد تحديدُ قيمة السعرات الحرارية مُهمًا بالنسبة لبرامج الشهادات الخضراء، مثل برنامج شهادة الالتزام بالطاقة المُتجددة في المملكة المُتحدة. هذه البرامج التي تمنح شهادات كمُكفائات، تقوم بالأساس على الطاقة التي يتمُ انتاجها من الكتلة الحيوية. عديدُ الورقات البحثية، بما فيها تلك التي حكّمتها رابطة الطاقة المُتجددة في المملكة المُتحدة، والتي نُشرت مُوخرًا، أظهرت كيف أن نتيجة الكربون الذري 14، يُمكن استخدامها لحساب كمية السُعرات الحرارية في الكتلة الحيوية. نشرت سلطة أسواق الكهرباء والغاز في المملكة المتحدة (أوفجم)، بيانًا عام 2011، تقبل فيه باستخدام طريقة الكربون 14، كوسيلة لتحديد محتوي الطاقة في الكتلة الحيوية من مادة النفايات الخام، تحت ادراتها. إستطلاعهم لقياس وتجزئة الوقود (FMS) يصف المعلومات التي يبحثون عنها عندما يأخذون في الاعتبار مقترحات كهذه.

## أمثلة على مصانع تحويل النفايات إلى طاقة
بحسب الاتحاد الدولي للنفايات الصلبة ISWA، يوجد هناك 431 مصنعا في أوروبا لتحويل النفايات إلى طاقة (2005) و89 مصنعا في الولايات المتحدة (2004)، وفي ما يلي بعض الأمثل على مصانع WtE:
- مصانع WtE تقوم بترميد النفايات

مصنع مُعالجة الموارد في مُقاطعة مونجومري في ديركسون، ولاية ميرلاند، في الولايات المُتحدة الأمريكية (1995م). مصنعا شبيتلو (1971م) وفلوتسرشتايج (1963م) في العاصمة النمساوية فيينا (طاقة فيينا). مصنع SYSAV في مدينة مالمو في السويد (2003 و2008م). مصنع ألجونكوين لتوليد الكهرباء، برامبون، أونتاريو، كندا. مصنع تحويل النفايات إلى طاقة في تيسايد، بالقرب من ميدلسبروه، شمال شرق إنجلترا (1998م). محرقة ايدمنتون في لندن، إنجلترا (1974م). مصنع برنباي لتحويل النفايات إلى طاقة، مترو فانكوفر، كندا (1988م).
- مصانع إنتاج الوقود السائل (المخططة أو التي تحت الإنشاء)

منشأة إدمونتون لتحويل الإيثانول إلى طاقة، بمعالجة إنكرم، المغذى بالوقود الصلب المستعاد، ومن المقرر إنهاؤه في 2012، إدمنتون، ألبرت، كندا. مصنع تحويل الإيثانول إلى طاقة في مسيسيبي، بمعالجة إنكرم، المقرر إنهائه في 2013، بونتوتوك، مسيسيبي، الولايات المتحدة الأمريكية.
- مصانع تحويل النفايات إلى طاقة بواسطة تغويز البلازما

نظام القوات الجوية الأمريكية القابل للنقل لتحويل بقايا البلازما إلى طاقة (TPWES)، (تقنية PyroGenesis)، في حقل هلبرت بولاية فلوريدا.
إلى جانب المصانع الكبيرة، توجد أيضا المحارق المحلية لتوليد الطاقة من النفايات، كمصنع توليد الطاقة في ملجأ دي سارين على سبيل المثال. يعمل المصنع بواسطة غلاية التغويز المسخنة بالخشب مع محرك ستيرلنج.